# サンケイスポーツ
サンケイスポーツは、フジサンケイグループ（FCG）の産業経済新聞社（産経新聞社）が発行するスポーツ新聞。略称は「サンスポ」。産経新聞東京本社が関東版・東北版、産経新聞大阪本社が近畿版、東海・北陸版、中国・四国版を発行している。

## 概要
産経新聞東京本社が発行する関東版・東北版のうち、東北版は東北支局で編集し、読売新聞東京本社仙台工場で印刷している。2015年3月までは産経新聞系列の仙台新聞印刷社で印刷していた。

### 得意分野
会社では、サンスポが得手とする競技としてプロ野球・ラグビー・競馬を挙げており、特にラグビーは、2019年のワールドカップ（W杯）日本大会以降、リーグワン（旧・トップリーグ）を大きく取り上げるようになった。また、同じフジサンケイグループ（FCG）のフジテレビがワールドカップの恒久誘致を実現したバレーボールも得意分野であり、SVリーグやFCGが主催している春高バレー（全日本高校選手権）も大きく報じられる。

ただ、フジテレビ・ニッポン放送が放映権を持っている競技が必ずしもサンスポの紙面で大きく取り上げられるとは限らず、ことに野球・ラグビー・バレーボール以外では競合他紙に水をあけられているケースが多い。具体的には、フジテレビが長年スポンサードしてきたF1は、競合紙東京中日スポーツの報道が支持されている関係でサンケイスポーツでの扱いが小さい。

なお、日刊スポーツやデイリースポーツ、東京スポーツが大きく取り上げているプロレスもサンスポでの扱いはかなり小さい。これについては、フジテレビが全日本女子プロレス (全女) を放送していた1990年代以前に、全女がデイリースポーツの支援を受けていたという事情もある。

### 提携新聞
- かつては北海道新聞社発行の道新スポーツ（道スポ）と紙面提携しており、一部紙面を共有していた。東日本版1面には「提携・道新スポーツ」のクレジットが入った（創刊当初は1面題字の下に 「北海道へ紙面電送」 という説明があった。また逆に道新スポーツには「提携・サンケイスポーツ」のクレジットがある）。道スポはその後、2022年11月30日限りで紙面の毎日発行を取りやめ、ウェブサイトの随時更新により刊行する電子媒体へ移行したため、この道スポの提携クレジットは無くなった。
- かつては中央競馬面に限り西日本新聞社が発行する西日本スポーツと提携していたが、2013年4月1日をもって提携を終了し、翌4月2日より中日新聞社（名古屋本部）発行の中日スポーツとの提携へ変更された（なお元から一般スポーツの一部と芸能・社会の記事は中スポに加え中日新聞東京本社発行の東京中日スポーツとも提携している）。
- 地方紙の中には、北國新聞、南日本新聞夕刊など、サンケイスポーツの発行拠点のない地域を中心に、同紙に掲載されたスポーツ・芸能記事の一部を掲載する新聞がある。
- アメリカの無料日本語新聞『日刊サン』のうち、本土向けの1面には「サンスポ特約」のクレジットが入る。

## 沿革
- 1955年（昭和30年）2月26日 - 産経新聞大阪本社が「日刊サンケイスポーツ」第一号を創刊。関西（近畿地方）ではデイリースポーツ（1948年創刊）、スポーツニッポン（1949年創刊）、オールスポーツ（現在の日刊スポーツ大阪本社版。1950年創刊）に次いで4番目のスポーツ紙として創刊された[注 1]。
- 1963年（昭和38年）2月22日 - 産経新聞東京本社で東京版第一号発刊。サンスポの東京進出で在京スポーツ紙6紙体制（ニッカン・スポニチ・スポーツ報知・サンスポ・デイリー・東京中日スポーツ）が確立する(2025年1月まで)[注 2]。
- 1970年（昭和45年） - フジサンケイグループの発行紙別子会社化策によりサンケイスポーツ新聞社設立。ここから発行（同時に夕刊フジも分社化され、フジ新聞社からの発行となる）。
- 1982年（昭和57年） - 北海道新聞社、サンスポと提携し「道新スポーツ」創刊。
- 1986年（昭和61年） - フジサンケイグループのCI導入により「サンケイ」の書体が変更された。
- 1987年（昭和62年）
  - スポーツ紙としては初めての1面連日カラー紙面を採用。
  - 11月 - サンケイスポーツ新聞社、夕刊フジとともに産業経済新聞社へ再統合。
- 1988年（昭和63年） - 産経新聞岡山工場（サンケイ瀬戸内印刷）稼動、中国・四国版の現地印刷開始。
- 1996年（平成8年） - 秋田魁新報社、サンスポと提携し『さきがけスポーツ』創刊[注 3]。
- 2005年（平成17年） - 東北版を新設。
- 2008年（平成20年） - 公式ウェブサイトをリニューアル、サイトでの一面記事掲載を廃止。
- 2024年（令和6年）9月30日 - 富山県内での発行を休止（終了）[1]。

## 事業所

### 発行所
- 東京本社：郵便番号100-8077　東京都千代田区大手町一丁目7番2号
  - 対象地域：関東、東北、甲信越、静岡県
- 大阪本社：郵便番号556-8660　大阪府大阪市浪速区湊町二丁目1番57号
  - 対象地域：近畿、東海、北陸（富山県を除く）、中国（山口県を除く）、四国

### 印刷所
- 東京本社
  - 産経新聞印刷：東京都江東区、千葉県浦安市
  - 光村印刷（読売新聞東京本社[注 4] 受託）：埼玉県川越市（2019年3月委託開始）
  - 光村高速オフセット[注 5]（読売新聞東京本社[注 4]受託）：群馬県藤岡市（2019年3月委託開始）
  - 仙台高速オフセット（読売新聞東京本社[注 4]受託）：宮城県大和町（2015年3月委託開始）
- 大阪本社
  - 産経新聞印刷：大阪市大淀区[注 6]、堺市美原区
  - 山陽新聞印刷センター：岡山県倉敷市（2016年10月委託開始）
  - メディアプレス瀬戸内（読売新聞大阪本社[注 4]受託）：香川県坂出市（2016年10月委託開始）

### 過去の事業所
- 東京本社
  - 産経新聞印刷：埼玉県所沢市（2019年3月閉鎖）
  - 仙台新聞印刷：宮城県仙台市（1986年～2015年3月）
- 大阪本社
  - 産経新聞印刷：大阪府松原市（2009年休止）
  - 産経新聞印刷：大阪府摂津市（2019年閉鎖[注 6]）
  - サンケイ瀬戸内印刷：岡山県岡山市南区（1988年～2016年10月）

## 紙面

### 全般的な特徴
- 芸能面では、同じフジサンケイグループのフジテレビ寄りの報道が多く見られる。またフジテレビ・ニッポン放送の番組や両局が主催するイベントの宣伝記事を頻繁に掲載する。それ以外にも、基本的に相手の芸能事務所側から売り込んでくるグラビアアイドルの記事に頼ることが多く、日刊ゲンダイなど他の夕刊紙がこの点を批判材料とすることもある。
  - 東北版の芸能面では、仙台放送（FNSの東北地区の基幹局でフジ・メディア・ホールディングスの連結子会社）に関する情報を多く掲載している。
- おはようサンスポという名称で風俗面（いわゆるアダルト面）にも力を注いでおり、大阪本社版・東北版ではスポーツニッポン（大阪版・九州版）、デイリースポーツと同様に、家庭宅配版にも風俗面が掲載される。東京版は駅売りのみに風俗面が掲載され宅配版には掲載されない。なお、それ以外の他紙では通常、宅配版ではテレビ・ラジオ番組欄に差し替えられている。
- 最終面に「コラム甘口辛口」というコラムを掲載している。
- 社会面は、全国のスポーツ紙で唯一「北朝鮮問題」という特設コーナーがある。

### 題字
題字は1987年（昭和62年）にカラー化される以前は横書きのブロック体（亀倉雄策作）だったが、カラー化以後はフジサンケイグループ共通の丸文字体（馬場雄二作。赤地白抜き）が使われている。
2000年頃までは1面右端の見出し横に縦で「サンケイスポーツ」と書かれていた。後に他のスポーツ紙もこの縦組み題字を使っていたため、そのきっかけともいえた。現在は1面右上に横組みで「サンスポ」、または左下側にやや小さめに日付と「サンケイスポーツ」の文字を入れている。祝日のときは日付の部分にピンクの楕円型の座布団が点く。
大阪本社版は1面題字が現在のロゴに変更されて以降も、欄外の題字は1991年（平成3年）4月までブロック体のロゴを使用していた。なお、大阪本社版の欄外題字は通常面は「サンケイスポーツ」と表記されるが、中央競馬面は「サンスポZBAT!競馬」、公営競技面では「サンスポレース」と表記される。大阪版は欄外の題字は左右寄りに「サンケイスポーツ」と表記されている（東京版は中央に表記される）。

### 地域ごとの特徴
サンケイスポーツは、印刷拠点が他のスポーツ紙と比べて少なめなことから締め切り時間が早く、早版（6版）配布エリア（南関東の一部・北関東・甲信越・静岡・仙台近郊以外の東北地方）において、プロ野球のナイターが21時台前半以降も試合が続いた場合は途中経過しか掲載されないことが多く、結果の多くは翌々日付の紙面に掲載される。また早版では、勝敗表や個人成績などのデータが一昨日時点のものとなっている。

#### 東京本社・関東
関東版では、東京都を本拠地とし、FCGとの資本関係もあるプロ野球の東京ヤクルトスワローズの記事が比較的充実している。ヤクルトスワローズの以前のオーナー企業は産業経済新聞社で、当時は球団名も「サンケイアトムズ」であった。現在はフジ・メディア・ホールディングスが資本参加し、2014年には本誌増刊扱いで東京ヤクルトスワローズに特化したタブロイド紙『月刊丸ごとスワローズ』を創刊した。
一方で、同じく東京都を保護地域とし、競合のスポーツ報知が大きく取り上げる読売ジャイアンツ（巨人軍）にも太いパイプを持っており、巨人関連のトピックを一面に掲載することも普通にみられる。
2016年からは、本紙特別版扱いで横浜DeNAベイスターズに特化したタブロイド紙『BAY☆スタ BAYSTARS BALLPARK STYLE』を不定期（年4～5回程度）で発刊している関係で、ベイスターズ関連のトピックが一面掲載されることも多い。
なお東京本社版は、本来は紙版の宅配対象地域でない沖縄県でも即売されており、最終版を羽田空港発の日本航空便で那覇空港・宮古空港・石垣空港へ空輸し、沖縄ファミリーマート・ローソン沖縄の主要店舗などで当日昼以降に販売する。

#### 東京本社・東北
東北版新設以前から東北のスポーツ情報は掲載されていたが、東北版が新設された背景としては、プロ野球楽天イーグルスが宮城県仙台市宮城野区の楽天モバイルパーク宮城を本拠地に定め、東北エリアにおけるスポーツの話題が増えたためと思われる。サンスポはイーグルスのオフィシャルスポンサーも務めている。またベガルタ仙台のスポンサーも務めるがランク下位の一般スポンサーである（ランク上位の「ゴールドスポンサー」であるスポーツ紙は日刊スポーツ）。
東北版は、通常は中面の東北支局版紙面「サンスポ東北」を除くと東京本社版とほぼ同内容であるが、宮城県内と福島県北部発売分（遅版→7版仙）では、1面をイーグルスやベガルタ仙台関連の記事に差し替えるケースが多くみられる（楽天が好ゲームを展開した翌日や、ベガルタのホームゲームが開催される当日、およびベガルタが試合に勝利した翌日など）。なお、東北版の第2面と芸能面の奇数面（左側）は、最終版（東京7版・大阪12版）と異なり、現在もモノクロ面である（これは、東海・北陸版、中国・四国版も同様である）。

#### 大阪本社・関西
近畿版では創刊当初から、阪神タイガースについて積極的に報道している。またデイリースポーツと並んで飛ばし記事が多いことも特徴的である（特に見出しや記事に関西弁を使用することが特徴）。そのほか地元のオリックス・バファローズ、ガンバ大阪・セレッソ大阪の報道にも力を入れている。

#### 大阪本社・中部
東海・北陸版の紙面は、基本的に近畿版と同一である。愛知県では即売のみの対応で売場も限定されている。名古屋市のJR名古屋駅・名鉄名古屋駅・近鉄名古屋駅・金山駅などの駅売店や、中央競馬開催日に限りウインズ名古屋および豊明市の中京競馬場で即売が行われる。なお、産経新聞印刷大淀工場からの出荷時間の都合で早版（11版）配布地域となっている。
三重県では中日新聞、福井県では中日グループ（北陸中日新聞・日刊県民福井）の販売店を通じて宅配される（一部地域を除く）。
岐阜県ではJR岐阜駅での即売のみだったが、2021年2月頃に納品が取り止められ紙版は入手できなくなった。

#### 大阪本社・中四国
中国・四国版の紙面は、近畿版のテレビ・ラジオと公営競技面を中国・四国のものに差し替えている。中国・四国版の1面は近畿版と同一で、広島県内においてもライバル紙の日刊スポーツやスポーツニッポン、デイリースポーツのように広島東洋カープ関連（見出しや記事に広島弁を使用することが売り）に差し替えることはほとんど無い。

#### 西部本部・九州
産業経済新聞社では2009年（平成21年）10月から『産経新聞 九州・山口特別版』の発行を始めたが、サンケイスポーツ・夕刊フジは山口県・九州各県には宅配されず、子会社の産経デジタルが運営する『産経電子版』 による月極のみの販売となる。産経電子版では、産経新聞九州・山口特別版の紙版と、産経新聞および本紙または夕刊フジ電子版とのセット売りを行っていたが、2023年8月の九州・山口特別版の紙版の購読料が3,900円に値上げされたため廃止され、今後は個別に購読申し込みが必要になる。大阪本社の最終版が毎日午前5時に更新される代わりに、テレビ・ラジオ・公営競技の差し替えは原則行わない。
福岡県では即売も行われているが、愛知県と同様に売場が限定されている。大阪本社最終版を当日朝にJR山陽新幹線で輸送し、福岡市の博多駅や福岡市地下鉄天神駅、北九州市の小倉駅など一部ターミナルにおいて販売している。これは、福岡県内に小倉競馬場やエクセル博多などの中央競馬関連の施設があるための配慮でもある。

## 所属野球評論家

### 東京本社
- 江本孟紀（1982～）フジテレビ・ニッポン放送解説者兼
- 小早川毅彦（2000～05、10～）NHK（『NHKプロ野球·NHKメジャーリーグ中継』）解説者兼
- 大久保博元 (2000～07、16～22、24～)
- 若松勉（2006～。日刊スポーツで1990～92）フジテレビONE・北海道文化放送・ニッポン放送解説者兼
- 野村弘樹（2006、12～）フジテレビ・tvk・TBSチャンネル・J SPORTS・ニッポン放送解説者兼
- 荒木大輔（2014～2017、22～。日刊スポーツで1997～98、2000～03）NHKBSのMLB中継·日テレジータス・BS朝日・GAORA・文化放送解説者兼
- 真中満（2018～）フジテレビ・TBSチャンネル・ニッポン放送解説者兼
- 黒江透修（2020～。日刊スポーツで1979～80。東京中日スポーツでは1986～89、97、2003～07、09～19）
- 井口資仁（2023～）NHK解説者兼

北海道・道新スポーツの評論家が参加する場合もある。

### 大阪本社
- 黒田正宏（1992〜1998、2015〜）サンテレビ・Tigers-ai解説者兼
- 田尾安志（1992〜2004、2006〜）フジテレビ・関西テレビ・テレビ愛知(本数契約)・J SPORTS・ニッポン放送解説者兼
- 星野伸之（2003〜2005、2018〜）関西テレビ・J SPORTS解説者兼
- 土井正博（2009〜2010、2013〜2016、2019〜）
- 上田次朗（2012〜）Tigers-ai解説者兼
- 藪恵壹（2023〜）MBSラジオ・読売テレビ·J SPORTSMLB中継解説者兼

## 中央競馬
本紙を母体とする特別版扱いで、予想専門紙『競馬エイト』と、競馬雑誌の週刊Gallopを発刊しているほど競馬に熱心である。その一方で本紙上の競馬面も充実させる方針を取っており、競馬エイトが全国統一版化した後の2014年（平成26年）3月最終週からそれまで東西別々だった競馬面を統合する全面リニューアルを行った。
FCGのフジテレビ（『競馬中継』→『チャレンジ・ザ・競馬』→『スーパー競馬』→『みんなのケイバ』→『みんなのKEIBA』）とニッポン放送（『競馬ニッポン』→『競馬ショウアップ』）で中央競馬中継を行っている関係で中央競馬関連の記事が充実し、GI競走の予想を1面トップに取り上げることも多い（後述）。
大阪本社版では、2022年10月1日号（中京競馬場・中山競馬場開催）から競馬開催日の中央競馬予想記事を分冊化することになった。このように競馬予想欄を分冊化した例は、日刊スポーツ（全国）、中日スポーツ（東海地方・北陸地方・和歌山県・滋賀県・京都府一部）・東京中日スポーツ（関東地方、静岡県東部・伊豆）などがある。
- 特別競走と最終競走（通常第9競走以後）については、東京・大阪両本社から選抜した5人の記者[注 11]+それぞれの地区の本社予想（関東開催：内海裕介、関西開催：斉藤弘樹）の各レース7人ずつが馬柱の欄に予想を掲載。その他の記者についても欄外で掲載。
- また「データde勝負」と題した出走馬に関係したデータをまとめたコーナーを平地重賞のほぼ全部に拡大。
- スポーツ紙初となるカバラ数秘術を掲載し、当日のラッキーナンバーを掲載。これまでのほかの占いとは違う新しい角度からラッキーナンバーや運勢の強い騎手を導き出す。

しかし、サンスポは競馬施行者の日本中央競馬会（JRA）としばしばトラブルを起こしている。有名なのが、1992年に起こった「サンエイサンキュー事件」である。

ちなみに競馬エイトは本紙を母体としている関係で、競馬専門紙の業界団体である日本競馬新聞協会から締め出されており、競馬場やウィンズなどにある場立ちの新聞売場で他の競馬専門紙と一緒に売ることは出来ず、競馬エイト専用の売場を設けて売らなければならない。
その一方で、JRAに所属する女性騎手のうち、大手芸能事務所（ホリプロ）とマネジメント契約をしている藤田菜七子をデビュー直後から大きく取り上げてきた。2022年デビューの今村聖奈も同年夏にホリプロとマネジメント契約を交わした後は、扱いが徐々に大きくなってきている。だが、アスリート専門の事務所スポーツビズと契約する古川奈穂と事務所に所属していない永島まなみ・河原田菜々・小林美駒の3人は扱いが小さい。

### 寄贈賞
サンケイスポーツ新聞社という別会社だった時代の名残で、産経新聞社（一般紙の産経新聞に由来する「産経賞」の冠）とは別に「サンケイスポーツ賞」という冠の付く寄贈賞を提供している。現在は東京競馬場で行われるフローラステークスと、阪神競馬場の阪神牝馬ステークスの2本のGII競走が該当する。

### 放送系メディアとの関係
サンケイスポーツでは、僚紙の競馬エイトや夕刊フジなどと共に古くから地上波民放テレビ・ラジオ局で放送される競馬中継番組に多くのスタッフを出演させてきた。東日本では同じフジサンケイグループ内の放送局への派遣が主であるが、西日本では過去の様々な事情から新聞系列の異なるラジオNIKKEIに現役・OB問わず多くのスタッフを送り込んでいる。

これは、西日本での競馬中継が本格的に始まった1960年代後半に専門紙大手の競馬ブックが地上波テレビ・ラジオの中継の多くを押さえたことによる。当時はエイトがまだ創刊しておらず、関西で競馬中継を積極的に取り組もうとしていたカンテレ、毎日放送（現・MBSラジオ）、近畿放送（現・KBS京都）のいずれも、競馬ブックの記者を受け入れたのが理由である。

このため同じ産経新聞グループのラジオ大阪で放送されていた『OBCサンデー競馬』（現・『ドラマティック競馬』）に解説者を派遣したものの、1982年、文化放送との企画ネット番組『決定!全日本歌謡選抜』の絡みで競馬中継が打ち切られた。

当時、東海以西の西日本で他に競馬中継を行っていたのはラジオたんぱ第2放送（『中央競馬実況中継』）しかなく、サンケイスポーツ新聞社大阪本社は他の在阪スポーツ紙や競馬ブックも含めた関西地区発行の競馬専門紙などに混じる形で、ラジオたんぱへの解説者派遣を行う。その後、企画ネット終了に伴い1994年（平成6年）からラジオ大阪での競馬中継が再開され、2007年にはケイバブックに代わってカンテレ（『DREAM競馬』→『競馬beat』）への解説者派遣をスタートするが、ラジオNIKKEIへの解説者派遣は2023年現在に至るまで継続されている。

### 競馬エイト・Gallopとの関係
中央競馬予想専門紙『競馬エイト』は本紙を母体とする特別版として発行されているが、トラックマンや編集スタッフはサンスポとは別部隊になっており、サンスポの本紙予想記者であってもエイト紙面上の馬柱に予想が載ることはない。ただし、Webサイト『サンスポZBAT!』は産経新聞社が発行する公営競技関連を扱うメディア（サンスポ、エイト、Gallop、夕刊フジ）の合同という形式が取られており、オンラインでの交流はある。
一方で、ラジオNIKKEI第一放送『中央競馬実況中継』の「今日のコラム」には原則としてサンスポ東京所属の記者が出演する。稀にエイト所属の記者が呼ばれることもあるが、この場合も建前上エイトではなくサンスポ所属と紹介され、なおかつ予想も披露しない。

### 主なトラックマン

#### 現役
- 板津雄志 - 東京本社トラックマン。フジテレビ『みんなのKEIBA』実況席解説、BS11『BSイレブン競馬中継』（土曜）スタジオ解説担当。
- 内海裕介 - 東京本社本紙予想担当。柴田から引き継いで2022年3月25日付より本紙就任[4]。
- 斉藤弘樹 - 大阪本社本紙予想担当。2022年3月25日付で宇恵から引き継いで本紙就任。
- 佐藤将美 - 大阪本社元本紙予想担当。ラジオNIKKEI『中央競馬実況中継』（第2放送・土曜）パドック解説者。
- 柴田章利 - 東京本社元本紙予想担当。2020年に水戸から引き継いで本紙予想就任。BSイレブン競馬中継（土曜）スタジオ解説を歴任。
- 正木茂 - 大阪本社トラックマン。ラジオNIKKEI（第2放送・土曜）パドック解説担当。
- 三浦凪沙 - 東京本社トラックマン。プロ野球横浜DeNAベイスターズ監督三浦大輔の長女。2022年4月よりBSイレブンスタジオ解説に着任。
- 水谷圭助 - 元夕刊フジ大阪本社。廃刊後の2025年2月8日より本紙で紙面コラムを担当。
- 水戸正晴 - 東京本社元本紙予想担当。元来は超穴党でコラム『水戸正晴に全券委任』では数々の万馬券を的中させてきた。サンスポ以外にアサヒ芸能でも執筆。
- 村瀬信之 - 元夕刊フジレース担当部長、中央競馬東日本主場本紙予想。廃刊後の2025年2月8日より本紙で紙面コラムを担当。
- 森田実 - 元夕刊フジ。廃刊後の2025年2月にサンスポへ移籍。

#### 過去
- 宇恵英志 - 大阪本社元本紙予想担当。2021年、佐藤将美から引き継いで本紙予想に就任するが、2022年に大阪スポーツへ移籍。
- 小牧隆之 - 元大阪本社トラックマン。2017年8月までラジオNIKKEI（第2放送・日曜）メイン解説を担当。
- 佐藤洋一郎 - 元東京本社トラックマン。水戸と共に穴党記者として活躍し、定年退職後も嘱託扱いで籍を置く。
- 西島大和 - 元東京本社本紙予想。1978年（昭和53年）から2004年（平成16年）まで本紙を担当。ニッポン放送『競馬ニッポン』解説を歴任、他にラジオNIKKEI（第1放送・日曜『今日のコラム』）にも出演経験あり。
- 森本昭夫 - 元大阪本社トラックマン。2017年9月からラジオNIKKEI（第2放送・日曜）メイン解説を担当。

## サンスポ電子新聞
サンスポ電子新聞（サンスポでんししんぶん）は、サンケイスポーツの紙面イメージがスマートフォンで閲覧することができるサービス。2015年2月から産経新聞社の完全子会社でデジタルメディア部門を担当する株式会社産経デジタル（SANKEI DIGITAL Inc.）によりサービスが開始された。
利用者は東京本社版もしくは大阪本社版のどちらかが選択することができる。毎朝5時30分頃更新。ただし、記事の一部と広告に関しては著作権の関係でマスキング処理されている。風俗面は配信されない。金曜日限定でつば九郎記事も配信している。購読料はAndroid端末が1,500円、iOS端末が1,600円。

なお、産経デジタルではスマホ向けとは別に、自社の『産経電子版』でも販売も行っている。こちらは1ヶ月2,200円で、産経新聞とセットの場合3,740円に割り引かれる。また九州と山口県に限り、産経新聞九州・山口特別版の紙版と本紙・産経新聞・夕刊フジ電子版のセット販売が行われていたが、前述の通り2023年7月で紙版とのセットは廃止となった。

## テレビ面（番組表）の収録局

### 関東版（即売版）
※全局、夕方（遅くとも19時）からの番組を掲載。
フルサイズ
- 地上波： NHKテレビ、NHK Eテレ、日本テレビ、テレビ朝日、TBSテレビ、テレ東、フジテレビ

クォーターサイズ
- BS：NHK BS、NHKBSプレミアム4K、WOWOWプライム・ライブ・シネマ、J SPORTS1-4、J:COM BS

極小サイズ
- ラジオ：NHK第1、NHK第2、TBSラジオ、文化放送、ニッポン放送、RFラジオ日本

### 関東版（宅配版）
フルサイズ
- 地上波：NHKテレビ、NHKEテレ、日本テレビ、テレビ朝日、TBSテレビ、テレ東、フジテレビ

ハーフサイズ
- BS：NHK BS、NHKBSプレミアム4K、WOWOWプライム、同ライブ、同シネマ
- 地上波：TOKYO MX1・2 、tvk（テレビ神奈川）、チバテレ（千葉テレビ）、テレ玉（テレビ埼玉）、群馬テレビ、とちぎテレビ

クォーターサイズ
- BS：J:COM BS、BSよしもと、釣りビジョン、J SPORTS1-4
- CS：フジテレビONE、TWO、NEXT、TAKARAZUKA SKY STAGE

### 甲信越・静岡版（新梨長静）
フルサイズ（上段）
- 地上波：NHKテレビ、NHK Eテレ、NST、テレビ新潟、UX新潟テレビ21、新潟放送、長野放送、長野朝日放送、信越放送、テレビ信州

フルサイズ（下段）
- 地上波：テレしず、静岡朝日テレビ、Daiichi-TV、SBSテレビ、YBSテレビ、テレビ山梨、日本テレビ、テレビ朝日、TBSテレビ、テレ東、フジテレビ

クォーターサイズ
- BS：NHK BS、NHKBSプレミアム4K、J:COM BS、釣りビジョン、J SPORTS1-4、WOWOWプライム・ライブ・シネマ
- CS：フジテレビONE・TWO・NEXT

### 宮城・山形・福島版
フルサイズ（上段）
- 地上波：仙台放送、TBCテレビ、さくらんぼテレビ、山形テレビ、山形放送、テレビユー山形、福島テレビ、福島放送、福島中央テレビ、テレビユー福島

フルサイズ（下段）
- 地上波：ミヤギテレビ、東日本放送、NHKテレビ、NHK Eテレ

クォーターサイズ
- BS：NHK BS、NHKBSプレミアム4K、BS釣りビジョン、J SPORTS1-4、WOWOWプライム・ライブ・シネマ
- CS：フジテレビONE・TWO・NEXT

### 社会面下側（関東版（宅配版）、甲信越・静岡版、宮城・山形・福島版共通）
- ラジオ：NHK第1、NHK第2、TBSラジオ、文化放送、ニッポン放送、RFラジオ日本、ラジオNIKKEI、NHK FM、TOKYO FM
- BS：BS日テレ、BS朝日、BS-TBS、BSテレ東、BSフジ、BS11 イレブン、BS12トゥエルビ、グリーンチャンネル、日本映画専門
- CS：ゴルフネットワーク、時代劇専門

### 関西版
2023年4月1日付より、BSフジを除いた在京民放キー系BSの番組表掲載を再開するとともに、ラジオ番組表を1991年3月以来掲載していた京都ラジオ、ラジオ関西、及びFM専門局とNHKの各ラジオ放送の掲載を終了し、大阪のAM/ワイドFMの民放3局にしぼって掲載するようになった。
フルサイズ
- NHKテレビ、MBSテレビ、ABCテレビ、カンテレ、読売テレビ、テレビ大阪

クオーターサイズ
（テレビ大阪の横）
- 1列目：サンテレビ（少し大きめ）、びわ湖テレビ、京都テレビ、テレビ和歌山
- 2列目：NHK Eテレ、奈良テレビ、WOWOWシネマ、スカイA
- 3列目：NHK BS、BS日テレ、BS朝日、GAORA

（2-3列目の下にラジオ大阪の番組広告）
- 4列目：BS-TBS、BSテレ東、BSフジ、BSよしもと

（NHK総合、在阪広域局などの下）
- WOWOWプライム・ライブ、J SPORTS1-4

＊その他の無料を含むBSは収録されていない
ラジオ（クォーター局の下）
- MBS、OBC、ABCラジオ（ラジオ大阪のみ、同局の広告の下に極小2列、他はクォーター）

福井テレビ、釣りビジョン、ゴルフネットワーク、宝塚スカイステージも掲載されていたが、2024年3月31日を以って掲載終了した。宝塚は2023年12月から4ヶ月の掲載期間だった。

### 中四国版
※全てクォーターサイズ
- 1段目（地上波）：NHKテレビ、RSKテレビ、OHKテレビ、TSCテレビせとうち、西日本テレビ、瀬戸内海テレビ、テレビ高知、高知放送、さんさんテレビ、さんいん中央テレビ
- 2段目（地上波）：RCCテレビ、広島テレビ、TSSテレビ、広島ホームテレビ、四国テレビ、テレビ愛媛、南海テレビ、あいテレビ、愛媛朝日、日本海テレビ
- 3段目（BS、地上波）NHK BS、宝塚スカイステージ、BS日テレ、BS朝日、BS-TBS、BSテレ東、BSフジ、WOWOWプライム、サンテレビ、BSSテレビ
- 4段目（BS、CS）：J SPORTS1-4、釣りビジョン、BS10、BSよしもと、スカイA、GAORA、ゴルフネットワーク

## エピソード
パロディ
- 大阪府在住の阪神タイガースファンの広告デザイナー・君塚隆太が中心となって、1983年ごろから数年間に渡り、タイガースの優勝を祈願したパロディー新聞サンカイスポーツなるものを発行した。君塚によると2リーグ分裂後3回目のリーグ優勝を目指すという意味ではなく、彼の所属事務所のビルが「三海（さんかい）ビル」（大阪市北区天神橋三丁目）という所、しかもそのビルの3階にあることから命名したという。後に本家・サンケイスポーツから「是非本紙面上でこういった企画を」というオファーがかかり、1987年から1988年に「週刊タイガース」と題した全8段編成の特集ページが作られた。ちなみに、君塚のグループは1987年に週刊ポストのパロディー「瞬刊ポット」なる雑誌まで発行したという。
- フジテレビの旅行バラエティ番組『もしもツアーズ』の1コーナーで「サンペイスポーツ」というミニコーナー[注 12] が以前行われていたが、その際のコーナーロゴも本紙ロゴのデザインを真似たものであった。

地方版にまつわるエピソード
- 中国・四国版
  - 1988年に岡山工場が完成するまでは、近畿版と同じく近畿のテレビ・ラジオと公営競技面のみしか掲載されなかった。
  - テレビ番組表で使用される放送局表示カットは、産経新聞大阪本社版で1988年5月（この時は題字がカタカナの「サンケイ」だった）まで使われたものを2011年7月23日の地上アナログ放送終了前日までそのまま使用していた。
    - このカットは1992年3月まで近畿版でも使用されたが、番組表のサイズをハーフからフルサイズに変更するに当たり変更された。
- 東海・北陸版
  - 福井テレビの番組表は、2002年4月ごろから近畿版、東海・北陸版のテレビ番組表に（但し小サイズで）掲載されている。
    - 2002年3月ごろまでは、東海・北陸、中国・四国の各地域に発行された版でも一般スポーツ競技面に掲載されていた。

その他のエピソード
- 2006年6月に開かれたサッカーワールドカップドイツ大会において、大阪本社が日本戦が行われた翌日（6月13、19、23日=23日は日本時間で言えば当日）の夕方に特別夕刊を京阪神の主要ターミナル向けにタブロイドで発行した。なお、23日に関しては他の一部スポーツ紙では京阪神の主要ターミナルやコンビニエンスストア向け（即売版用）にその日の朝刊最終版の紙面にブラジル戦の結果を掲載した速報版が発行されている。

## 関連誌
- スポーツで大記録が誕生した際、また大災害等が発生した時は、産経新聞社・産経新聞出版では本体から出さず、「週刊Gallop」の別冊・増刊号扱いでグラフ誌を発行している（過去は「サンスポ特別版」扱いで発行）。また近畿地方向けには阪神タイガース特集の増刊号を開幕前およびオールスターゲーム前後に発行している他、毎月月末発行のパチンコ雑誌「ジャンバリ」も「Gallop増刊」扱いで発売している。
- その他サンケイスポーツが編集協力するスポーツ専門の雑誌として「スポーツYeah!」を2000年9月から2006年12月まで発行していた。
  - 元々1999年に「週刊ゼッケン」として発行していたが、わずか半年で休刊した後形態を変更して再創刊したものである。
  - また、2004年12月～2005年8月に歌謡曲・エンターテインメントに特化した「月刊kamzine（カムジン）」を発行していた。タイトルのkamzineは「歌・夢・人」から取ったものである。
- 2011年、韓国の俳優・歌手、エンターテインメント情報に特化した週間のタブロイド新聞「サンスポ韓Fun」を創刊。

## 不祥事
- 2008年9月に長野市の食品会社で従業員が餡を舐めて嘔吐した事件があった際に、共同通信配信の記事原文[6] にはない「毒あんこ」という文字を見出しに挿入し[7]、会社から名誉毀損で提訴された[8]（警察の捜査の結果、有害有毒物質は検出されなかった）。長野地方裁判所は2011年9月16日付判決で、同様の記事を掲載したスポーツニッポンと共に損害賠償330万円の支払いを命じた[8]。両社とも控訴したが、2012年4月に控訴棄却され判決が確定した。
- 2011年（平成23年）10月17日、読売ジャイアンツ投手（当時[注 13]）の澤村拓一と森麻季・日本テレビアナウンサー（当時）との破局を報じる記事を電子版に掲載し、同日午後に球団側が正式に結婚を発表したが、訂正や謝罪のコメントを出すことなく当該記事を削除した[注 14]。

## 関係する人物
- 江尻良文 - 夕刊フジ編集委員。1992年（平成4年）東京スポーツから移籍直後はサンスポでデスクを務め、後に夕刊フジへ異動。
- 松本秀夫 - 元ニッポン放送スポーツ部所属のフリーアナウンサー。サンスポの釣りコーナーのワンコンテンツとして「松本ひでおのオフは釣り三昧!!」という連載を持っており、定期的に日刊スポーツの釣りコーナーとのコラボレーションを行っている。
- 大坂ともお - ユアテックスタジアム仙台のスタジアムDJ。東北版にてコラムを不定期連載している。
- 大橋巨泉 - タレント、競馬評論家。かつて競馬の記事を執筆していた。
- 本城雅人 - 作家。サンケイスポーツ記者として活動した後に転身。
- 小牧隆之 - サンスポ記者を経て、競馬評論家・スポーツライター
- 宮本賢治 - 元ヤクルトスワローズ投手。引退後サンスポ記者・スポーツライターとして活動後、ヤクルトに復帰しコーチ・スカウト・育成担当を務める。
- 賀川浩 - 大阪本社の編集局長などを経て、サッカーライター。日本サッカー界の字引的存在で、日本サッカー殿堂入りも果たす。
- サンスポアイドルリポーター - パチンコ欄と連動した企画により誕生したアイドルユニット。
- 高橋源一郎 - 作家。1988年より競馬面で予想コラム「こんなにはずれちゃダメかしら」を連載（2016年現在も継続中）。